# Діаграма Динкіна
Діаграма Динкіна або схема Динкіна, названа за ім'ям Євгена Борисовича Динкіна, — це вид графів, в яких деякі ребра подвоєні або потроєні (малюється як подвійна або потрійна лінія). Кратні ребра, з деякими обмеженнями, є орієнтованими.
Основний інтерес в діаграмах Динкіна полягає в тому, що вони дозволяють ввести класифікацію напівпростих алгебр Лі над алгебрично замкнутими полями. Діаграми приводять до груп Вейля, тобто до багатьох (хоча і не всіх) скінченним групам відображень. Діаграми Динкіна виникають також і в інших контекстах.
Термін «діаграма Динкіна» може бути двозначним. У деяких випадках діаграми Динкіна передбачаються орієнтованими, і в цьому випадку вони відповідають системам коренів і напівпростим алгебрам Лі, в той час як в інших випадках вони передбачаються неорієнтованими, і тоді вони відповідають групам Вейля. Орієнтовані діаграми для {\displaystyle B_{n}} і {\displaystyle C_{n}} дають ту ж саму неорієнтовану діаграму, яку позначають {\displaystyle BC_{n}.} Часто за замовчуванням «діаграма Динкіна» означає орієнтована діаграма Динкіна, а для неорієнтованих діаграм Динкіна це вказується явно.

Скінченні діаграми Динкіна
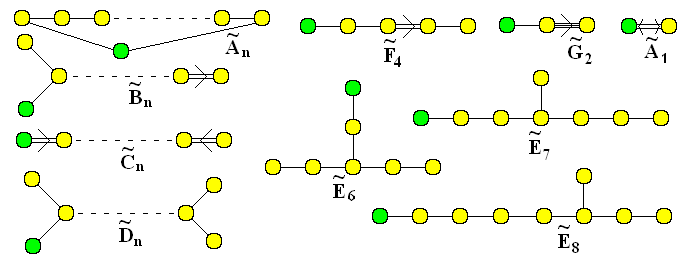
Аффінні (розширені) діаграми Динкіна